# レノーア
レノーア（原題:Lenore, "the Cute Little Dead Girl"）は、エドガー・アラン・ポーの同題の詩『レノーア』に着想を得てロマン・ダージにより執筆された、アメリカ合衆国のオルタナティブ・コミックと、その作品に登場する架空のアンデッドの少女である。レノーアはダージによる複数の漫画作品にも登場し、レノーア自身を主人公とするシリーズはスレイヴ・レイバー・グラフィックス社から刊行されている。『レノーア』はまた、ソニーの ScreenBlast のWebサイトで、26話のFlashアニメとして掲載された。

## 作品の概要
『レノーア』の作中では、主人公レノーアと、彼女の様々な友人達の活躍が描かれる。『レノーア』の主題はブラックユーモアであり、多くのストーリーがひねくれた結末で終わっている。基本的に扱われるテーマは、子供の歌や遊び、マザー・グースなどのより陰惨な形への置き換えであり、様々な種類のポップ・カルチャーの象徴や人物の破壊が、黒い笑いの主題として扱われる。例えばあるストーリーでは、レノーアは誤って復活祭のシンボルであるイースターのウサギを殺してしまう。レノーアの行動はしばしば周囲の人間の死や大怪我をもたらしたり、様々な混乱した状況を引き起こすが、レノーア自身は邪悪なキャラクターではなく、多くの場合は善行を行っていると思い込んでいる。この作品の主要人物はレノーアだけではなく、多くのストーリーでは一回限りの脇役が登場する（それらの脇役の一人サムライ・スロースは2006年から彼自身が主役のシリーズに登場している）。また、「Things Involving Me.（僕におこったこと）」の題で、作者であるロマン・ダージ自身の身の上に起きた出来事のユーモラスかつ半自伝的な報告が行われる。
『レノーア』では各エピソードの連続性や時間の進展の観念はほとんど存在しない。『レノーア』はコンピューターによりある程度の陰影が施された、白黒原稿で執筆されている。2005年10月の時点においては、『レノーア』は12冊のコミックスが発行されている。最初の12冊は、3巻のグラフィックノベル『Noogies』『Wedgies』『Cooties』に収録された。
レノーアは、ディズニーランドの有名アトラクションを題材にしたスレイヴ・レイバー・グラフィックスの新作コミック『The Haunted Mansion』にも登場している。
作者のローマン・ダージは、LiveJournal内の彼自身のコミュニティ“Lenore Comics”で、『レノーア』のコミック・ストリップを連載している。

## 出版
2005年10月の時点で、12冊の『レノーア』のコミックスが発行されている。これら以外にも、3冊の独立した物語の本と2冊の短編集が存在する。

### 単行本
『レノーア』の12冊のコミックスは、以下の単行本に収録されている。
1. 『Lenore: Noogies』 （#1-#4収録) （1999年）
2. 『Lenore: Wedgies』 （#5-#8収録) （2000年）
3. 『Lenore: Cooties』 （#9-#12収録）（2006年）

## 登場人物

### レノーア
レノーアは10歳のアンデッドの少女であり、友達のラガマフィンと一緒に屋敷で暮らしている。レノーアは最初に肺炎で死に、防腐処置を施されて埋葬されたものの、何らかの理由で甦った。作中ではレノーアが最初に甦った理由は明確に説明されない。
8巻でラガマフィンは、レノーアは病人のように見え魚のような臭いがすると指摘する。レノーアの体をX線撮影した医師は、レノーアの心臓が停止しているばかりでなく、肋骨の中にネズミが巣くっているのを発見する。レノーアは死んで地獄へ行くが、地獄が気に入らず、9巻でラガマフィンに墓から掘り出してもらう。
レノーアは動物好きではあるものの、いつも周りの動物を傷つけたり殺してしまいがちである。
レノーアは意図せずして人々に危害加えてしまうが、多くの不気味な友人を持っている。レノーアは大人になる事を恐れており、いつも自分の思っていることをはっきりと口に出す。

### ラガマフィン
ラガマフィンは一見したところではポリエステルの詰まったミミズの髪を生やした人形に見えるが、非常に興味深い身の上と個性を持っている。というのも、かつてラガマフィンは生き血をすする吸血鬼であった。回想シーンでは、生き血をすするだけでなく犠牲者を食べてもいる。ある晩ラガマフィンは若い女性を襲って血を吸ったことがあった。不運なことに、その女性は強い力を持つ魔女の妹であった。魔女はラガマフィンに呪いをかけ、人形に変えてしまった。その呪いを解けるのは一滴の血だけであった。ところが、ラガマフィンに垂らされたレノーアの血には防腐液が混じっていたために、ラガマフィンは再び動けるようになったものの、姿は人形のままであった（11巻の最後でラガマフィンは彼本来の姿に戻るが、12巻の最後のコマで再び人形の姿に戻る）。このため、今のラガマフィンはケーキとサラダしか食べられない。ラガマフィンはレノーアと一緒に彼女の古い屋敷で暮らしており、レノーアの数々の冒険の我慢強い付添い人としての立場に、それなりに満足している。コミックで、ラガマフィンは時にはレノーアのおかしな考えに疑問を持ち、場合によっては充分に分別のある発言をする。それでも後の巻で見られるように、ラガマフィンはレノーアに極めて忠実であり、Flashアニメではしばしばレノーアの計画に加担する。

### Mr.ゴッシュ
Mr.ゴッシュはボタンの目を持つ人間サイズのソックパペットの男性であり、レノーアに猛烈に惚れ込んでいる。
何度もレノーアに殺されているにもかかわらず、その度にMr.ゴッシュは墓から甦り、レノーアがいつも彼を殺すのは「事故」であると思い込み、彼を殺したレノーアを許すと口にする。ある時には、Mr.ゴッシュはレノーアにプロポーズしたために、「芝刈り機の事故」で繰り返し体の上を轢かれて殺される。Mr.ゴッシュはレノーア友人の多く、特にラガマフィンからも嫌われており、12巻でラガマフィンは、これ以上レノーアに付き纏ったらお前自身のはらわたをお前に喰らわせてやる、とMr.ゴッシュを脅し付けた。この脅迫は次のコマで実行された。これ以外にもMr.ゴッシュは、毒を盛られ、体に火を付けられ、ショベルでぶん殴られ、頭部を6回刺し貫かれ、頭を破裂させられているが、それでも心の底からレノーアを愛し続けている。

### タキシードミー
タキシードミーはより奇怪な登場人物である。タキシードミーは牡鹿ではなく、防腐処置を施された鹿の頭部をかぶった男性であり（彼の名前であるタキシードミー、すなわち剥製術はこれに由来する）、しばしばレノーアの下を訪れる。タキシードミーは彼の奇妙な外貌は「医療処置」によるものだと主張している。
タキシードミーはのっぽで痩せ細った姿をしており、死者用の礼服を着込み、慇懃なイギリス上流階級のアクセントで喋り、マラカイと名付けたペットを飼っており、背筋が寒くなるような笑い声を立てる。また、タキシードミーはレノーアの犠牲となった何匹かを含む、動物の剥製の群れを率いている。これらの剥製の群れは、レノーアやその友人らと共に、彼らの敵に立ち向かうこともある。

### キティ
レノーアはしばしば仔猫の死骸を持ち歩くことがある。これらの仔猫たちはレノーアが拾った時は生きていたが、レノーアは仔猫の世話をしている内に必ず誤まって殺してしまう。「キティ12号」の幽霊から自分の動物虐待行為を突き付けられてさえも、レノーアは自分の行為により仔猫を死なせた事に、まったく気付かない。